# Gustav Kral
Gustav Kral (* 4. Juni 1983 in Wien; † 11. Oktober 2009 in Lichtenwörth) war ein österreichischer Fußballtorhüter, der bis 2009 beim UFC Purbach in der burgenländischen Landesliga aktiv war.

## Karriere
Gustav Kral begann kurz nach seinem achten Geburtstag beim ASV Vösendorf als Torhüter Fußball zu spielen. Dort durchwanderte er die verschiedenen Altersstufen und wurde weiters in regionale Auswahlmannschaften einberufen. Dadurch wurde auch der Nachbarverein VfB Admira Wacker Mödling auf ihn aufmerksam, weshalb dieser 1999 den 16-Jährigen verpflichtete. Im Spieljahr 2000/01 kam Kral zu zwei Einsätzen in der U-18-Nationalmannschaft.

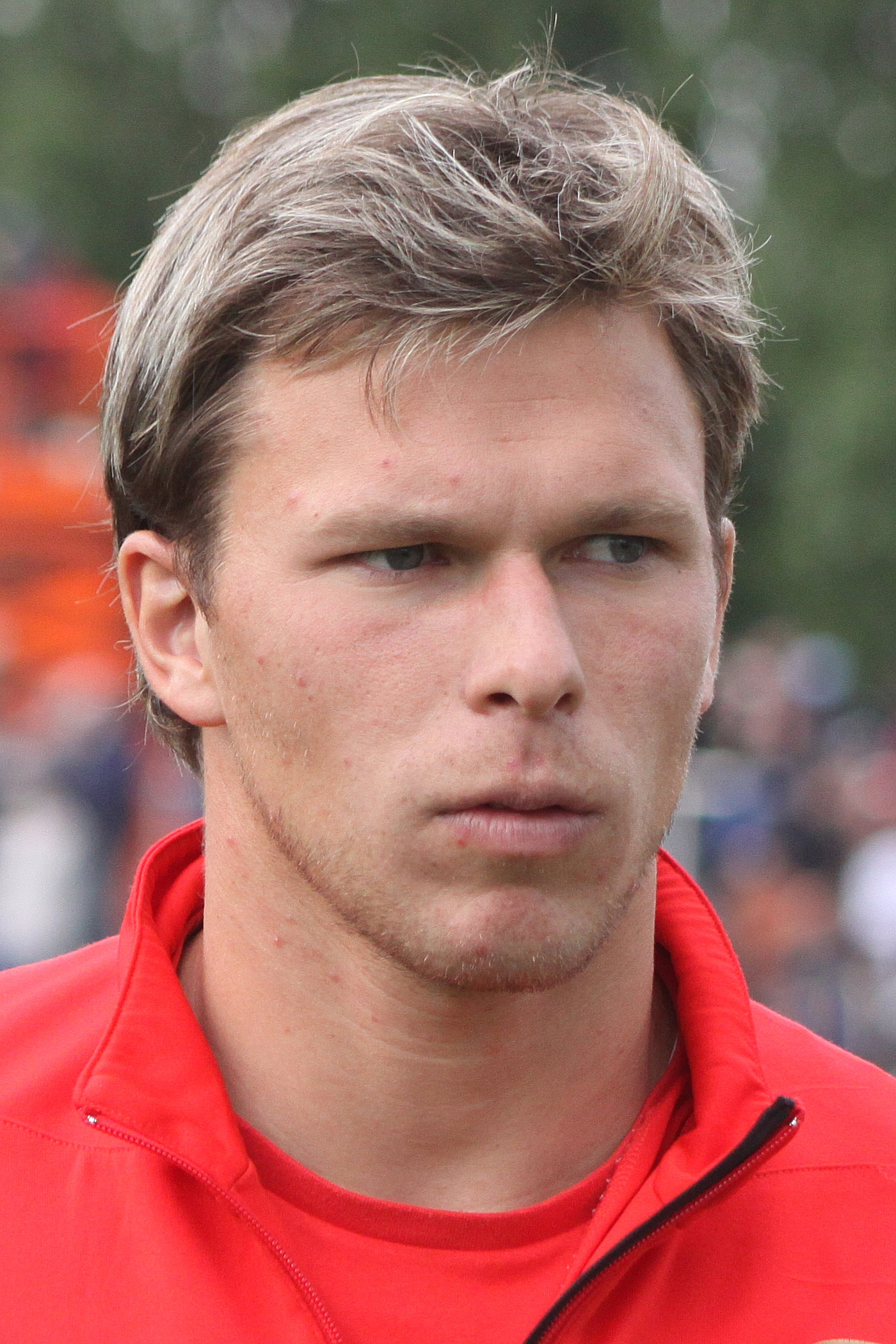
Gustav Kral (2009)

Dem Nachwuchsbereich entwachsen, wurde Kral 2002 vom FK Austria Wien verpflichtet, wo er zu einigen Einsätzen in der zweiten Mannschaft kam. Um zu mehr Einsätzen zu kommen, wechselte Kral ein Jahr später in die Regionalliga Ost zum burgenländischen SV Neuberg.
Im Sommer 2003 unterschrieb Gustav Kral beim VfB Admira Wacker Mödling seinen ersten Vertrag als Fußballprofi und wurde zweiter Tormann beim Bundesligisten. Am 29. Mai 2005 kam Kral im Meisterschaftsspiel FK Austria Wien gegen VfB Admira Wacker Mödling, das mit einem 5:1-Sieg der Wiener endete, zu seinem Debüt in der Bundesliga. In der gleichen Saison war Kral auch im Kader der U-21-Nationalmannschaft. Er stand dabei im Schatten des Stammtorhüters Ramazan Özcan und kam zu einem Einsatz. Nach dieser Saison wechselte er im Sommer 2005 zum DSV Leoben in die Erste Liga, wo er in zwei Jahren zu elf Einsätzen kam. Im Sommer 2007 kehrte er zum VfB Admira Wacker Mödling zurück, wo er vorerst in der zweiten Mannschaft eingesetzt wurde. Im Sommer 2008 rückte Kral in den Kader der ersten Mannschaft auf, blieb jedoch ohne Einsatz. Als sich Stammtorhüter Thomas Mandl verletzte, hatte er drei Einsätze in der Ersten Liga und zwei im ÖFB-Cup.
Nachdem der VfB Admira Wacker Mödling im Sommer 2009 mit Simon Manzoni (vormals SV Grödig) einen weiteren Torhüter verpflichtet hatte, wechselte Kral in die burgenländische Landesliga zum UFC Purbach, wo er Stammtorhüter wurde und alle zehn Spiele bestritt. Sein letztes Spiel bestritt er am 10. Oktober 2009 beim 2:1-Sieg beim ASK Kohfidisch.
Kral sah in Oliver Kahn und Gianluigi Buffon seine Vorbilder. In seinen 17 Profispielen wurde er niemals verwarnt oder ausgeschlossen.
Kral war ledig und lebte in Wien in einer Partnerschaft mit Patricia Kaiser.
In der Nacht zum 11. Oktober 2009 verunglückte Kral bei einem Verkehrsunfall tödlich. Um 00:45 Uhr kam er in der Nähe von Neudörfl mit seinem PKW wegen unangepasster Geschwindigkeit auf nasser Fahrbahn von der Straße ab und stürzte über eine fünf Meter hohe Böschung. Während Gustav Kral an der Unfallstelle an Kopfverletzungen verstarb, blieb Beifahrerin Patricia Kaiser bei dem Unfall weitgehend unverletzt.

## Erfolge
- 2 Einsätze in der österreichischen U-18-Nationalmannschaft in der Saison 2000/01
- 1 Einsatz in der österreichischen U-21-Nationalmannschaft in der Saison 2004/05